# 桂花公园
桂花公园，是位于中国江苏省苏州市姑苏区的一座公共公园。位于竹辉路以南，护城河以西。公园建设总投资1500万元，1998年对外开放，总占地16.52万平方米:92。

## 历史
桂花公园所在的古城东南角，历来为菜地，俗称“南园”。改革开放后随着城市建设发展，该地块周边先后建起主要交通道路及桥梁、居民区等。1987年，相关部门拟定在此建设以苏州市市花桂花为主题的公园，并成立筹建组。1996年开始建设，规划面积7.7万平方米。1997年建成后命名为“四季公园”，1998年定名“桂花公园”，同年10月3日正式对外开放:92。
在2002年至2004年的环古城风貌保护工程中，公园相邻的古城墙遗址得到修复，并建成长218米的城墙，高11.2米的水城门，高11米的城楼，成为环古城风貌带中重要的景点:93。

## 园内景观
公园由主体部分及环古城绿化带组成。
其中主体部分占地7.7万平方米，主入口位于竹辉路，入口配套有停车场。自入口向南有三条景观线路：:96-97
- 东线沿护城河向南，沿线包括中日友好樱花林、桂花林等，城楼城墙亦位于此线南首。
- 中线沿公园中心向南，沿线包括市民广场、四季广场、组合雕塑等。
- 西线沿公园西侧，直通凌波桥，与环古城绿化带相通。

环古城绿化带位于公园南侧，东起护城河，向西一直延伸至南园路，东西长1250米，占地7.8万平方米，为古城墙的遗存地区，公园建设前就有自然绿化。2001年市民纪念林在此种植:97。现有环古城健身步道横贯其中。

## 园内建筑及设施
- 旧城堞影
据《苏州府志》等古籍，此处原为赤门，是苏州城历史上的一个城门，其后被废[3]。旧城堞影即在古城墙遗址上以恢复赤门而重建的景观[4]。
  - 堞影城楼
位于最东南角，城楼朝向东南，高11米。2004年5月建成。楼上可观公园及护城河全景[1]:100。
  - 城墙
位于东南角沿线，总长218米，高7米，城厚9米，总占地2580平方米。重建时奠基石材均选用各处搜集的老料，城砖由陆慕御窑烧制。城楼旁设置水城门一个，全高11.2米，水面上高7.7米[1]:102。
- 凌波桥
为公园连接环古城绿化带的通道，2004年4月建成，长30米，木制桥面[1]:105。
- 《筑城》组合雕塑
位于公园南侧，2005年建成，包含23米长、3米高、共53个人像的花岗岩浮雕墙及5组、共18个人物的青铜雕塑组成。描绘了明代修复苏州城墙是造城的场景[1]:110-111。
- 《姑苏春秋》砖刻墙
位于公园中心道路两侧，共8块，分别刻画了苏州历史上有代表性的著名人物，包括孙武、顾炎武、翁同龢、魏良辅等[1]:112。

## 桂花种植
苏州自古就是桂花的主要种植地之一，桂花在1983年被确定为苏州市的市花，桂花公园因此将桂花主题文化作为主要发展方向。除了苏州本地的桂花品种外，也在全国范围内引进了数十个品种，使园内桂花（木犀科木犀属植物）品种总数达到50余种，7000余棵，其中不乏珍稀名贵品种。在全国以桂花为主题的园林中排名前列 :122。
2005年，中国花卉协会桂花分会以桂花公园内的桂花品种众多，确定桂花公园为全国三个“中国桂花品种繁育中心”之一:93。
除桂花外，园内还有各类乔木、灌木植物50余种:118。

## 对外关系
桂花公园建成后，曾多有来自国外的友好代表团来园举办活动。
- 日本东村山市友好代表团在1998年、2000年、2002年三度来访，前后种下200余棵樱花树以及枫树，成为中日友好樱花林[1]:125。
- 2001年，苏州市与日本金泽市缔结友好城市二十周年，两市太极拳爱好者在公园举行太极拳交流大会[1]:147。
- 2001年，苏州市与日本池田市缔结友好城市二十周年，池田市市长、市议会议长一行来园种下5棵桂花树[1]:126。
- 2002年，日本民主党代表团共173人在鸠山由纪夫的带领下来到桂花公园，种下173棵桂花树，纪念中日邦交正常化三十周年[1]:126。